# Heteronym
Der Ausdruck Heteronym (griechisch: héteros = anders, ungleich und onoma Name) hat je nach Anwendungsgebiet verschiedene Bedeutungen der Ungleichheit.

## Sprachwissenschaft
In der Sprachwissenschaft wird Heteronym in den folgenden, z. T. deutlich verschiedenen Bedeutungen verwendet:
- Wörter, die gleich geschrieben, aber anders ausgesprochen werden und auch über eine andere Bedeutung verfügen, z. B. modern: [moˈdɛʁn] (neuzeitlich) bzw. [ˈmoːdɐn] (verfaulen). Ein Heteronym ist also ein Spezialfall eines Homonyms bzw. eines Homographen.
- Wörter, die sich nur in einem (kleinen) Bedeutungsbestandteil unterscheiden, aber von verschiedenen Wortstämmen gebildet werden.[1] Zum Beispiel Vetter und Base, im Gegensatz zu franz. cousin und cousine; oder Bruder und Schwester vs. altgriech. adelphós und adelphḗ.
- Wörter mit gleicher Bedeutung und anderer Form, die aber im Gegensatz zum Synonym in verschiedenen Sprachsystemen verwendet werden,[2] d. h. in verschiedenen Sprachen (Bruder vs. engl. brother), oder Dialekten (Samstag – Sonnabend, Knödel – Kloß, Kamin – Schornstein).
- die Relation der Inkompatibilität zwischen zwei oder mehr Lexemen.[3] So teilen sich Rappe und Schimmel eine ganze Reihe von Bedeutungsbestandteilen (siehe Lexikalische Dekomposition), unterscheiden sich aber in genau einem Merkmal, der Farbe.
- Wörter, die auf der gleichen Hierarchiestufe in einer Taxonomie stehen, z. B. die Obstsorten Apfel, Birne, Ananas. Gebräuchlicher ist dafür der Begriff Kohyponym.
- fiktiver Autor mit fiktiver Biografie, zum Beispiel im Werk von Fernando Pessoa.

## Medizin
In der Medizin bedeutet der Begriff ungleichnamig, sich nicht entsprechend, z. B. bei anatomischer Verschiedenheit der beiden Körperhälften. Beispiel: heteronyme Hemianopsie.